# Yutai
Der Kreis Yutai (鱼台县,  Yútái Xiàn) ist ein Kreis in der ostchinesischen Provinz Shandong. Er gehört zum Verwaltungsgebiet der bezirksfreien Stadt Jining. Yutai hat eine Fläche von 653,1 km² und zählt 437.146 Einwohner (Stand: Zensus 2010). Sein Hauptort ist die Großgemeinde Guting (谷亭镇).

## Administrative Gliederung
Auf Gemeindeebene setzt sich der Kreis aus sieben Großgemeinden und drei Gemeinden zusammen. 